# Sindre

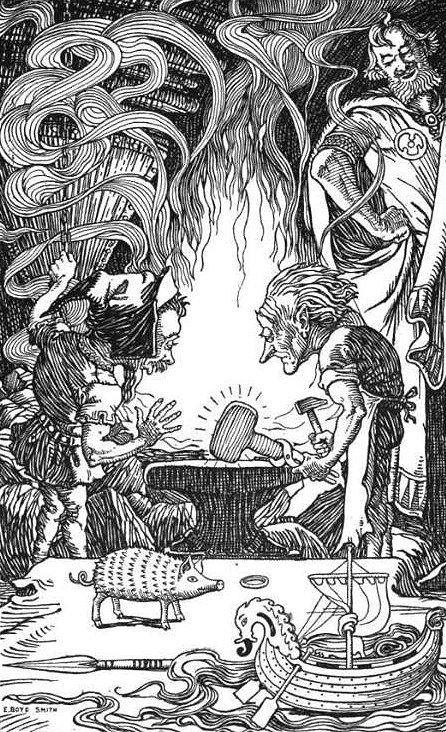
Den tredje gåvan – en enorm hammare, illustration från 1902 av Elmer Boyd Smith. Sindre smider hammaren Mjölner medan brodern Brokk sköter blåsbälgen och Loke står i bakgrunden och övervakar arbetet. På bordet framför dem ligger redan ringen Draupnir, galten Gyllenborste, skeppet Skidbladner, spjutet Gungner och gudinnan Sifs gyllene hår.

Sindre, ibland även kallad Eitre, är i nordisk mytologi en av de smideskickliga dvärgar som lever under trädet Yggdrasil. I sällskap med bland andra brodern Brokk är Sindre en av de så kallade Ivaldesönerna.
Enligt "Skaldskapens språk" i Snorres Edda skapade Sindre och Brokk gemensamt gudinnan Sifs guldhår, Frejs skepp Skidbladner och Odens spjut Gungner. När dessa var tillverkade slog Loke vad om sitt huvud med Brokk om att Sindre aldrig skulle kunna uppnå lika sköna ting på egen hand. Trots att Loke fick en fluga att sticka Brokk svårt tre gånger lyckades Brokk hålla liv i härden så att Sindre kunde färdigställa galten Gyllenborste, guldringen Draupner och hammaren Mjölner. Där börjar en lång historia som mynnar i att Oden får Draupner och Gungner, Frej får Skidbladner och Gyllenborst och Tor får Mjölner samt guldhåret åt sin fästmö Siv. Sålunda vann Brokk vadet.